# MetroStars 2005
 Questa voce raccoglie le informazioni riguardanti il MetroStars nelle competizioni ufficiali della stagione 2005.

## Stagione
I MetroStars, guidati dallo scozzese Mo Johnston, terminarono il campionato al 4º posto di Eastern Conference e al 6º nella classifica generale, riuscendo a qualificarsi ai play-off, venendo però sconfitti in semifinale di Conference dai N.E. Revolution. Nella U.S. Open Cup la squadra fu sconfitta all'esordio al quarto turno per mano dei Rochester Rhinos, club di USL First Division.

## Maglie e sponsor
| Casa | Trasferta |

## Rosa
| N. |                        | Ruolo | Calciatore                 |
| -- | ---------------------- | ----- | -------------------------- |
| 1  | Stati Uniti (bandiera) | P     | Tony Meola                 |
| 2  | Stati Uniti (bandiera) | D     | Tim Ward                   |
| 3  | Stati Uniti (bandiera) | D     | Chris Leitch               |
| 4  | Stati Uniti (bandiera) | D     | Carlos Mendes              |
| 5  | Stati Uniti (bandiera) | D     | Jeff Parke                 |
| 6  | Stati Uniti (bandiera) | D     | Seth Stammler              |
| 7  | Stati Uniti (bandiera) | A     | Mike Magee                 |
| 8  | Stati Uniti (bandiera) | C     | Mark Lisi                  |
| 9  | Argentina (bandiera)   | A     | Sergio Galván Rey          |
| 10 | Francia (bandiera)     | A     | Youri Djorkaeff (capitano) |
| 11 | Togo (bandiera)        | A     | Abbe Ibrahim               |
| 12 | Stati Uniti (bandiera) | D     | Jeff Agoos                 |

| N. |                        | Ruolo | Calciatore       |
| -- | ---------------------- | ----- | ---------------- |
| 13 | Stati Uniti (bandiera) | P     | Zach Wells       |
| 15 | Stati Uniti (bandiera) | A     | John Wolyniec    |
| 16 | Stati Uniti (bandiera) | C     | Michael Bradley  |
| 17 | Stati Uniti (bandiera) | D     | Joey DiGiamarino |
| 19 | Giamaica (bandiera)    | A     | Fabian Taylor    |
| 20 | Honduras (bandiera)    | C     | Amado Guevara    |
| 21 | Stati Uniti (bandiera) | D     | Jason Hernandez  |
| 22 | Stati Uniti (bandiera) | D     | Tim Regan        |
| 23 | Brasile (bandiera)     | D     | Danilo Silva     |
| 24 | Stati Uniti (bandiera) | D     | Eddie Gaven      |
| 99 | Stati Uniti (bandiera) | A     | Ante Razov       |

## Risultati

### Major League Soccer

#### Play-off
| Arbitro: | Valenzuela |

|             |           |  |
| Guevara 34’ | Marcatori |  |

| Arbitro: | Hall |

|                                  |           |               |
| Cancela 68’ Noonan 73’ Smith 83’ | Marcatori | 59’ Djorkaeff |

### U.S. Open Cup
| Arbitro: | Simmons |

|                                                 |           |                |
| Palguta 20’ Carabajal 30’ René Rivas 58’ (rig.) | Marcatori | 85’ Galván Rey |

## Statistiche

### Statistiche di squadra
| Competizione        | Punti | Totale | Totale | Totale | Totale | Totale | Totale | DR |
| Competizione        | Punti | G      | V      | N      | P      | Gf     | Gs     | DR |
| ------------------- | ----- | ------ | ------ | ------ | ------ | ------ | ------ | -- |
| Major League Soccer | 47    | 32     | 12     | 11     | 9      | 52     | 44     | +8 |
| Play-off            | -     | 2      | 1      | 0      | 1      | 2      | 3      | -1 |
| U.S. Open Cup       | -     | 1      | 0      | 0      | 1      | 1      | 3      | -2 |
| Totale              | -     | 35     | 13     | 11     | 11     | 55     | 50     | +5 |